# 維瓦爾鄉
45°39′N 20°54′E / 45.650°N 20.900°E
維瓦爾鄉（羅馬尼亞語：Comuna Uivar, Timiș），是羅馬尼亞的鄉份，位於該國西部，由蒂米什縣負責管轄，面積195平方公里，海拔高度75米，2002年人口4,289，人口密度每平方公里22人。